# Izlasci
Izlasci (cyr. Изласци) – wieś w Czarnogórze, w gminie Kolašin. W 2011 roku liczyła 10 mieszkańców.